# Castell d'Aberdeen
El Castell d'Aberdeen (en anglès: Aberdeen Castle) era una fortificació de finals de l'edat mitjana, situada a Aberdeen, Escòcia, Regne Unit. Es trobava sobre el Castle Hill ("El pujol del castell"), lloc que avui es coneix com el Castlegate i en el qual es troba un bloc d'apartaments.

## Història
El 14 d'abril de 1296, el rei d'Anglaterra, Eduard I, va arribar a Aberdeen i va residir al castell durant el seu viatge per la costa oriental d'Escòcia després d'haver derrotat als escocesos.
No obstant això, a l'any següent, el 1297 i després d'haver derrotat als anglesos al Castell de Dunottar, William Wallace va marxar amb els seus homes a Aberdeen durant la seva campanya per reconquistar de nou per als escocesos la costa est.
Aquests van trobar que els anglesos s'havien preparat ràpidament per abandonar la ciutat en una flota d'un centenar d'embarcacions. La ràpida arribada de Wallace des de Dunottar va agafar els anglesos per sorpresa i a les seves embarcacions encallades per la marea baixa, sent atacats al port; les tripulacions i els soldats van ser massacrats, la càrrega presa i els vaixells incendiats.
A càrrec del castell s'havia quedat el xèrif d'Aberdeen, sir Henry de Lazom, però durant el caos de l'atac va desertar, cedint el castell a nom del rei d'Escòcia, Joan de Balliol.

## Destrucció
Es creu que les fortificacions i el castell van ser incendiats pel rei Robert I d'Escòcia al juny del 1308, durant les Guerres d'independència d'Escòcia immediatament després que aquest ataqués les possessions del comte de Buchan. Robert I i els seus homes van assetjar el castell abans de massacrar la guarnició anglesa per impedir que passés a les mans de les tropes angleses d'Eduard II d'Anglaterra. Es diu que els escocesos no van mostrar clemència, "van matar a tots els homes que van caure a les seves mans. És més, Eduard I d'Anglaterra ja havia donat l'exemple de matar presoners i no s'esperava que l'altre bàndol els tractés d'una altra manera". El 10 de juliol de 1308, les embarcacions angleses van deixar Hartlepool per ajudar a la guarnició anglesa. No obstant això, a l'agost del 1308, Gilbert Pecche i les últimes tropes es van veure obligats a abandonar la ciutat. Després de la destrucció del castell d'Aberdeen, Robert I va marxar amb els seus homes per prendre el castell de Forfar.
La llegenda diu que el lema de ciutat, Bon Accord, ve de la contrasenya usada per a l'inici de l'assalt final de Robert I i la destrucció del castell.